# Lucia Ripamonti
Pour les articles homonymes, voir Ripamonti.
Lucia Ripamonti, de son vrai nom Maria Ripamonti, née le 26 mai 1909 à Acquate et morte à Brescia le 4 juillet 1954, est une religieuse italienne, de la congrégation des Servantes de la Charité, qui s'offrit comme victime à Dieu pour la conversion des pécheurs et la sanctification des prêtres. Elle vénérée comme bienheureuse par l'Église catholique.

## Biographie

### Jeunesse
Maria Ripamonti naît en 1909 à Acquate, hameaux de Lecco.
Elle est issue d'une famille ouvrière et peu assidue à la pratique religieuse. Depuis son plus jeune âge, elle travaille dans une filature puis dans une usine pour participer au financement de sa famille, qui est nombreuse. Mais depuis petite, elle se démarque des autres par son sens de la prière. Elle participe chaque jour à la messe et s'investit dans les œuvres de charité de sa paroisse. Encouragée par le curé, elle anime le catéchisme et les évènements du patronage.

### Vie religieuse
Ayant pour modèle sainte Marie-Crucifiée de Rosa, elle entre dans la congrégation des Servantes de la Charité en 1932, à Brescia. En 1938, elle fait sa profession religieuse et prend le nom de sœur Lucia de l'Immaculée. Destinée au service de la Maison mère, sa vie se résume à la réalisation de tâches ordinaires, telle que le ménage, le service des hôtes de passage, les courses. Elle se distingue toutefois des autres religieuses par sa joie et sa profondeur spirituelle. Elle se montre toujours obéissante envers ses supérieurs et à ses devoirs, sans se plaindre.
Sœur Lucia s'offre comme victime à Dieu pour la conversion des pécheurs et la sanctification des prêtres. Atteinte d'une grave maladie, elle supporta les souffrances physiques et les épreuves morales avec patience, offrant tout à Dieu pour obtenir le salut des pécheurs. À l'hôpital, elle s'occupe des autres plutôt que d'elle-même. Sœur Lucia meurt le 4 juillet 1954, âgée de 45 ans, et déjà entourée de la réputation d'avoir été une sainte. Sa mort survient moins d'un mois après la canonisation de sa fondatrice, qu'elle aimait tant.

## Vénération

### Béatification

#### Enquête sur les vertus
La cause pour la béatification et la canonisation de sœur Lucia Ripamonti débute le 1er décembre 1992 à Brescia. L'enquête diocésaine  récoltant les témoignages sur sa vie se clôture le 10 novembre 1995, puis envoyée à Rome pour y être étudiée par la Congrégation pour les causes des saints.
Après le rapport positif des différentes commissions sur la sainteté de sœur Lucia, le pape François procède, le 27 février 2017, à la reconnaissance de ses vertus héroïques, lui attribuant ainsi le titre de vénérable.

#### Reconnaissance d'un miracle
En 2012 avait également débutée  l'enquête médicale sur une guérison dite miraculeuse, attribuée à l'intercession de sœur Lucia Ripamonti. Il s'agit d'une fillette italienne de 7 ans, en 1967, renversée par une voiture, qui se trouva en état de mort clinique. Considérée perdue par les médecins, ses proches invoquèrent sœur Lucia. Une semaine plus tard, la jeune fille se réveilla, et ne présenta aucune séquelle physique ou mentale.
À la suite des rapports médicaux concluant à l'absence d'explication scientifique, le pape François reconnaît, le 13 mai 2019, comme authentique cette guérison attribuée à sœur Lucia, et signe le décret de sa béatification. Prévue initialement le 9 mai 2020 à Brescia, sa béatification a été reportée à cause de l'épidémie de coronavirus,.
Lucia Ripamonti fut solennellement proclamée bienheureuse le 23 octobre 2021, lors d'une messe célébrée à Brescia par le cardinal Marcello Semeraro.